# Heteronyx simplicicollis
Heteronyx simplicicollis är en skalbaggsart som beskrevs av Blackburn 1909. Heteronyx simplicicollis ingår i släktet Heteronyx och familjen Melolonthidae. Inga underarter finns listade i Catalogue of Life.